# Листи Александра Македонського
Сьогодні збереглося небагато листів, написаних Александром Македонським, і багато з того, що нібито є його листуванням, насправді вигадане. Усі рукописи з автографами втрачені. Збереглося лише кілька офіційних листів, адресованих грецьким містам, оскільки вони були нанесені на камені, хоча деякі з них є офіційними інструкціями (написами), а не справжніми листами. Зміст інших іноді повідомляється в історичних джерелах, таких як Діодор Сицилійський, Арріан і Плутарх, але лише зрідка ці джерела цитують такі листи. Таким чином, сьогодні доступна лише невелика частина листування Александра, і ще менше його справжніх слів.
У штабі Александра зберігався архів листування. Його остаточна доля невідома, але Плутарх повідомляє у своїй біографії Євмена, що після того, як Александр спалив намет Євмена, «він написав сатрапам і стратегам [тобто правителям] усюди, щоб вони надіслали копії знищених документів і наказав Євмену взяти їх усіх». На камені збереглися листи Александра до Хіосу та Прієни. Плутарх цитує 31 лист, написаний Александром або до нього. Він вважає їх справжніми, але сучасні наукові погляди розділилися. Загальна думка полягала в тому, щоб оцінювати передбачувані листи в кожному окремому випадку, визнаючи, що деякі є підробленими.
Кілька листів, які приписуються Александру в Александрійському романі, не можна сприймати за чисту монету і, звичайно, не представляють оригінальну форму чи слова будь-яких справжніх листів, які могли б лежати за ними. Серед літературних творів Романа є листування Александра з його матір'ю Олімпіадою; перським царем Дарієм III; його вчитель Арістотелем; містом Афіни; Кандаке, африканською королевою; і легендарними амазонками. Лист до Олімпії, відповідний листу в романі, також згадується в Арріані. Апокрифічний лист до Арістотеля про Індію поширювався незалежно та широко, був перекладений багатьма мовами та визнаний автентичним протягом Середньовіччя.

## Подальше читання
- Форрест, Вільям Г. (1969) «Другий лист Александра до кіанців». Кліо 51 (51): 201–206.doi:10.1524/klio.1969.51.51.201
- Heisserer, AJ (1973) «Лист Александра до кіанців: редагування SIG 3 283». Historia: Zeitschrift für Alte Geschichte 22 (2): 191–204. JSTOR 4435329
- Хайсерер, А. Дж. (1980) Александр Македонський і греки: епіграфічне свідчення. Видавництво Університету Оклахоми.
- Пійко, Френсіс. (1985) «Другий лист» Александра Македонського до Хіосу. Фенікс 39 (3): 238–249. JSTOR 1088637
- Волбенк, Френк Вільям. (1962) «Порука в листі Александра до хіанців». Фенікс 16 (3): 178–180. JSTOR 1086813